# Hesselinkstichting
De Hesselinkstichting was een tweede doopsgezind gasthuis in Groningen. Het werd gesticht door Jacob D. Hesselink. Hij stichtte het gasthuis omdat het al bestaande Doopsgezinde Gasthuis geen plaats bood aan armlastige gemeenteleden. In dat gasthuis diende men zich in te kopen.
De Hesselinkstichting kon uit de nalatenschap van Hesselink vijf kamers kopen aan de Meeuwerderweg. Het werd oorspronkelijk bestuurd door familieleden van de naamgever. Na het overlijden van het laatste familielid ging het op in het Doopsgezinde Gasthuis waar een nieuwe vleugel werd gebouwd. In die vleugel is een gedenksteen voor Jacob D. Hesselink aangebracht.
Aduardergasthuis ·
Anna Varvers Convent ·
Armhuiszitten Convent ·
Hofje Ceramstraat ·
Corneliagasthuis ·
Doopsgezind Gasthuis ·
Gerarda Gockingahuis ·
Hesselinkstichting ·
Jacob en Annagasthuis · 
Juffer Margarethagasthuis ·
Juffer Tette Alberdagasthuis ·
Jan Luitjensgasthuis ·
Mepschengasthuis ·
Middengasthuis (Kleine Rozenstraat) ·
Middengasthuis (Grote Leliestraat) ·
Latteringe Gasthuis ·
Pelstergasthuis ·
Pepergasthuis ·
Pieternellagasthuis ·
Remonstrants Gasthuis ·
Rustoord ·
Sint Anthonygasthuis ·
Sint Martinusgasthuis ·
Hofje Tellegenstraat ·
Ter Schouw-Van Sanen Stichting ·
Typografengasthuis ·
Ubbenagasthuis ·
Vrouw Fransensgasthuis ·
Vrouw Wilsoors- of Aaffien Olthofsgasthuis ·
Weldadige Stichting Ketelaar-Bos ·
Wytzes- of Schoonbeeksgasthuis ·
Zeylsgasthuis